# Vesna Vulović
Vesna Vulović (serbisch-kyrillisch Весна Вуловић; * 3. Januar 1950 in Belgrad; tot aufgefunden am 23. Dezember 2016 ebenda) war eine jugoslawische Flugbegleiterin, die nach Angaben der tschechoslowakischen Staatssicherheit am 26. Januar 1972 einen Absturz aus 10.160 Metern Höhe überlebte. Dieses Ereignis ist als höchster überlebter Fall ohne Fallschirm im Guinness-Buch der Rekorde festgehalten.

## Flug JU 367
Vesna Vulović war Flugbegleiterin bei der jugoslawischen Fluggesellschaft JAT. Am 26. Januar 1972 sollte sie an Bord einer Maschine vom Typ Douglas DC-9 (Flug JU 367) von Stockholm über Kopenhagen nach Zagreb und Belgrad fliegen. Das Flugzeug stürzte jedoch über dem tschechoslowakischen Dorf Srbská Kamenice, nahe der Grenze zur DDR ab. Die jugoslawischen Behörden beschuldigten kroatische Extremisten, den Absturz der Maschine mit einer an Bord geschmuggelten Bombe herbeigeführt zu haben.
Vulović überlebte als Einzige von 5 Mitgliedern der Crew und 23 Passagieren. Nach 27-tägigem Koma und 16-monatiger Rehabilitation setzte sie ihre Arbeit beim Bodenpersonal der JAT fort.
Erklärt wurde ihr Überleben in Medienberichten damit, dass sich Vulović zum Zeitpunkt der Detonation im Heck der Maschine befunden habe. Das infolge der Explosion abgerissene Heckteil sei in einer spiralförmigen Flugbahn Richtung Erdboden gefallen und dort auf einen schneebedeckten Hang gestürzt und so abgebremst worden. Nach eigenen Angaben saß die junge Flugbegleiterin in der Mitte der nur mit wenigen Passagieren besetzten Maschine – in der Reihe hinter dem letzten Fluggast, so wie es die Vorschriften der Fluggesellschaft JAT vorsahen. Ihre Überlebenschancen wurden vom zuständigen Arzt nach der Transfusion von vier Litern Blut als äußerst gering eingeschätzt. Sie selbst konnte sich ihren Aussagen zufolge an den Absturz nicht erinnern, da sie an Gedächtnisverlust litt.
Vesna Vulović wurde in den 1970er Jahren ins Guinness-Buch der Rekorde aufgenommen. Das Guinness-Buch der Rekorde verließ sich hierfür auf die ursprünglich von der tschechoslowakischen Staatssicherheit aufgestellten und in den der ICAO übermittelten offiziellen Unfallbericht übernommenen Behauptungen, wonach das Flugzeug in gut 10 Kilometern Höhe auseinandergebrochen sei.
Einer Recherche des ARD-Hörfunkstudios Prag zufolge war das Flugzeug von Vesna Vulović jedoch aus geringerer Höhe abgestürzt, was ihr Überleben plausibler erklärt. Der ARD-Bericht stützt sich auf die Auswertung von in den 1990er Jahren freigegebenen Geheimakten der tschechoslowakischen Staatssicherheit und auf Aussagen von Augenzeugen des Absturzes. Vesna Vulović selbst hat sich nach Angaben serbischer Medien ablehnend zum ARD-Bericht geäußert.
Ein Sprecher des Guinness-Buchs der Rekorde nahm am 9. Januar 2009 zu den neuen Erkenntnissen Stellung und räumte ein, man sei anscheinend „dem gleichen Schwindel aufgesessen wie alle anderen Medien.“.
In den 1990er Jahren trat Vesna Vulović als Aktivistin gegen das Regime von Slobodan Milošević auf. Sie war Mitglied der DS. Vesna Vulović lebte zuletzt als Frührentnerin in Belgrad und litt bis zu ihrem Tode im Alter von 66 Jahren schwer an den Folgen des Absturzes.